# Jurka vas
Jurka vas je naselje v Občini Straža. Naselje leži na desnem bregu Krke ob cesti Novo mesto - Straža.